# Michael Rohl
Michael Rohl é diretor e produtor de televisão estadunidense. Ficou conhecido por trabalhar em Kyle XY e Smallville.

## Filmografia
- Defying Gravity (2009)
- Impact (2009)
- Angela's Eyes (2007)
- Reaper (2007)
- Supernatural (2007)
- Kyle XY (2006)
- Smallville (2006–2011)
- Andromeda (2002)
- Snowbound: The Jim and Jennifer Stolpa Story (1994)